# Dispute talmudiche tra Bet Shammai e Bet Hillel
Hillel e Shammai furono due rabbini importanti del I secolo a.C., che fondarono scuole antagoniste di pensiero ebraico note come "Casa di Hillel" (in ebraico בית הלל‎?, Bet Hillel) e "Casa di Shammai" (ובית שמאי, Bet Shammai). Il dibattito tra queste due scuole in materia di pratica rituale, etica e teologia, è stato fondamentale per la formazione della Legge orale e dell'ebraismo odierno.

## Case di Shammai e Hillel
Nonostante le molte dispute che si svilupparono successivamente tra le rispettive scuole di pensiero, solo cinque differenze sono registrate tra gli stessi Hillel e  Shammai. Nel solo Talmud esistono 316 problematiche su cui dibatterono; il grande numero delle loro dispute portò ad affermare: una legge si divide in due leggi. Le materie discusse includono:
- Ammissione allo studio della Torah. La Casa di Shammai affermava che solo studenti meritevoli dovessero essere ammessi allo studio della Torah. La Casa di Hillel asseriva invece che la Torah poteva essere insegnata a tutti, nell'aspettativa che si pentissero e ne diventassero degni.[5]
- Bugie innocenti. Se si dovesse dire ad una sposa brutta che ella è bella. Shammai diceva che era sbagliato mentire, ma Hillel affermava che tutte le spose erano belle il giorno delle nozze.[6]
- Divorzio. La Casa di Shammai sosteneva che un uomo può divorziare dalla propria moglie solo a causa di una trasgressione grave, ma la Casa di Hillel permetteva il divorzio anche per colpe banali, come bruciare un pasto.[7]
- Hanukkah. La Casa di Shammai sosteneva che la prima notte otto luci dovessero esser accese, per poi spegnerle gradualmente una per ogni notte successiva, terminando con quella dell'ultima notte; la Casa di Hillel invece asseriva che si dovesse iniziare con una luce ed aumentarne il numero ogni notte, finendo con otto luci accese.[8]

In generale la Casa di Shammai deteneva posizioni più rigorose di quelle della Casa di Hillel. In alcune occasioni, quando succedeva l'opposto, la Casa di Hillel in seguito ritrattava la propria posizione; similmente, sebbene non rimanga traccia complessiva delle ritrattazioni della Casa di Shammai, si riporta che alcuni suoi membri abbiano abbandonato un esiguo numero di opinioni più rigorose della propria scuola, a favore delle interpretazioni della Casa di Hillel.
I principi della Casa di Shammai in relazione alla politica estera erano simili a quelli degli Zeloti, tra i quali trovarono quindi un supporto. Siccome nel corso del I secolo l'indignazione pubblica contro i romani era cresciuta, la Casa di Shammai gradualmente prese il sopravvento e la Casa di Hillel, che era mite e conciliante, venne ad essere ostracizzata dagli atti pubblici di preghiera della Casa di Shammai.
Man mano che il conflitto ebraico con i romani crebbe, tutte le nazioni che circondavano la Giudea (allora parte della provincia giudaica romana) si misero dalla parte dei romani, causando alla Casa di Shammai di proporre che tutti i commerci e le comunicazioni tra ebrei e gentili dovessero essere completamente proibite. La Casa di Hillel non fu d'accordo, ma quando il Sinedrio si riunì per discutere la materia, gli Zeloti si misero dalla parte della Casa di Shammai.
Successivamente Eleazar ben Ananias, capo degli Zeloti militanti, invitò gli studenti di entrambe le scuole ad incontrarsi a casa sua; Eleazar pose uomini armati alla porta e ordinò loro di non lasciare che nessuno uscisse dalla riunione. Queste circostanze portarono alla morte di molti della Casa di Hillel, il che significa che i membri presenti della Casa di Shammai furono in grado di costringere tutti gli altri presenti alla riunione ad adottare una serie radicalmente restrittiva di norme note come I Diciotto Articoli; in seguito la storia ebraica registrò tale occasione come un giorno infausto.
Tuttavia le sorti della Casa di Hillel migliorarono dopo la Prima guerra giudaica, che si era conclusa con la distruzione del  Tempio ebraico; i capi ebrei non desideravano più guerre. Sotto Gamaliel II, il Sinedrio, che si era ricostituito a Yavne (cfr. anche Concilio di Jamnia), riesaminò i punti disputati dalla Casa di Hillel e questa volta furono le loro interpretazioni che ebbero il sopravvento e quindi il supporto del Sinedrio; nella maggioranza dei casi, si affermò che ogniqualvolta la Casa di Shammai aveva contestato l'opinione della Casa di Hillel, l'opinione della Casa di Shammai veniva annullata ed invalidata.